# Мікрофільмування

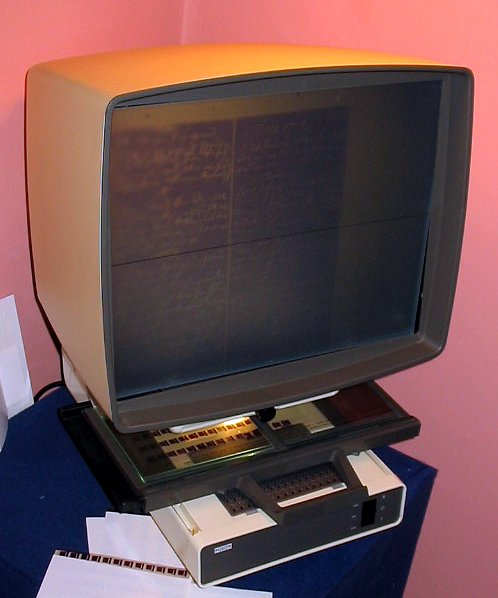
Пристрій для читання мікрофільмів.

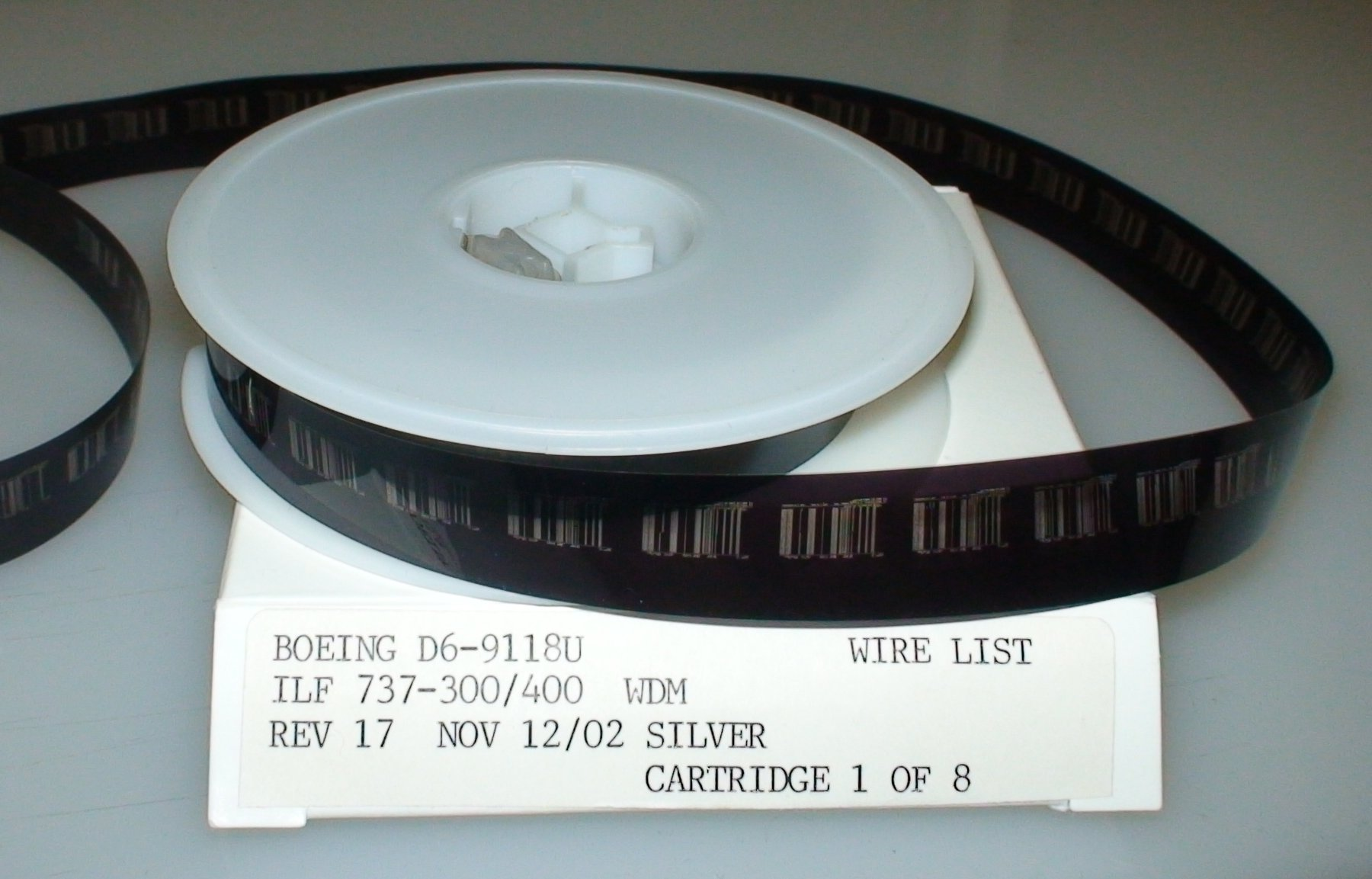
Мікрофільм.

Мікрофільмування — процес отримання фотографічним шляхом зменшеного в десятки та сотні разів зображення з паперових носіїв інформації (креслюнки, рукописи, малюнки, архівні документи).

## Мікрофільм
Мікрофільм — документ у вигляді мікроформи на рулонній світлочутливій фотоплівці з послідовним розташуванням кадрів в один або два ряди або фотокопія документів, рукописів, книг тощо, виконана зі значним зменшенням на фотоплівці або кіноплівці.
Мікрофільмування охоплює технічне фотографування паперового носія, лабораторну обробку (прояв, фіксування), архівне зберігання обробленого фотоматеріалу, перегляд отриманого фотографічного зображення зацікавленими особами. При необхідності отримане зменшене фотографічне зображення може бути скопійоване (для передачі в інші архівні установи) або збільшено і видрукувано на фотопапері (за допомогою фотозбільшувача).

## Історія
Перші роботи з мікрофільмування відзначені до початку XIX століття і пов'язані з іменами виробника оптичних приладів англійця Д. Дансера, а також французьких фотографів Луї Даґера та Рене Даґрона.
Науково-технічний прогрес викликав різке збільшення обсягу науково-технічної інформації на паперових носіях, зумовив широке використання мікрофільмування на виробництві, в науці, бібліотечному і архівному діловодстві.
Мікрофільмування скорочує розмір сховищ, виключає можливість пошкодження рідкісних книг, забезпечує більшу доступність раритетних видань. Завдяки копіюванню з'являється можливість передачі копії в інші бібліотеки та архіви, зменшуються транспортні витрати.

## Світлини

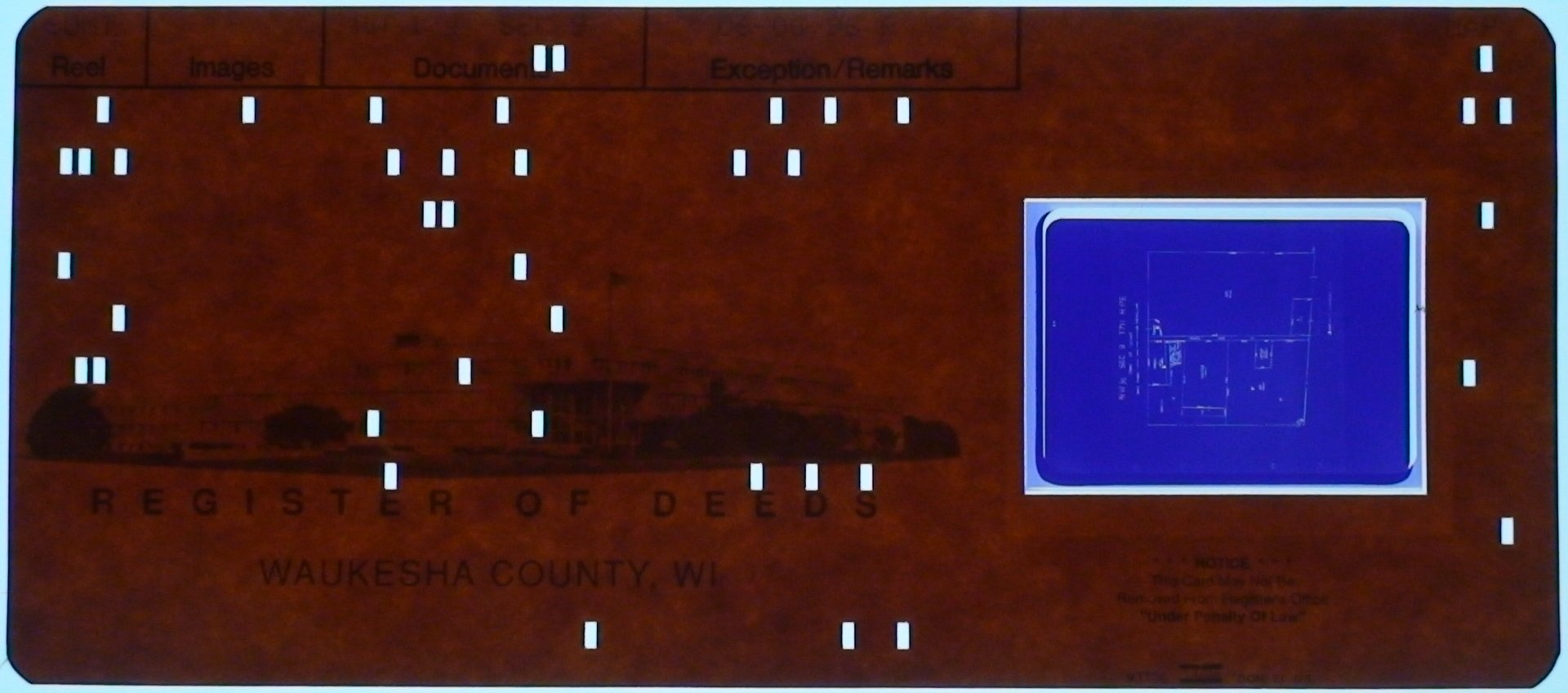
Перфокарта з вмонтованим мікрофільмом.
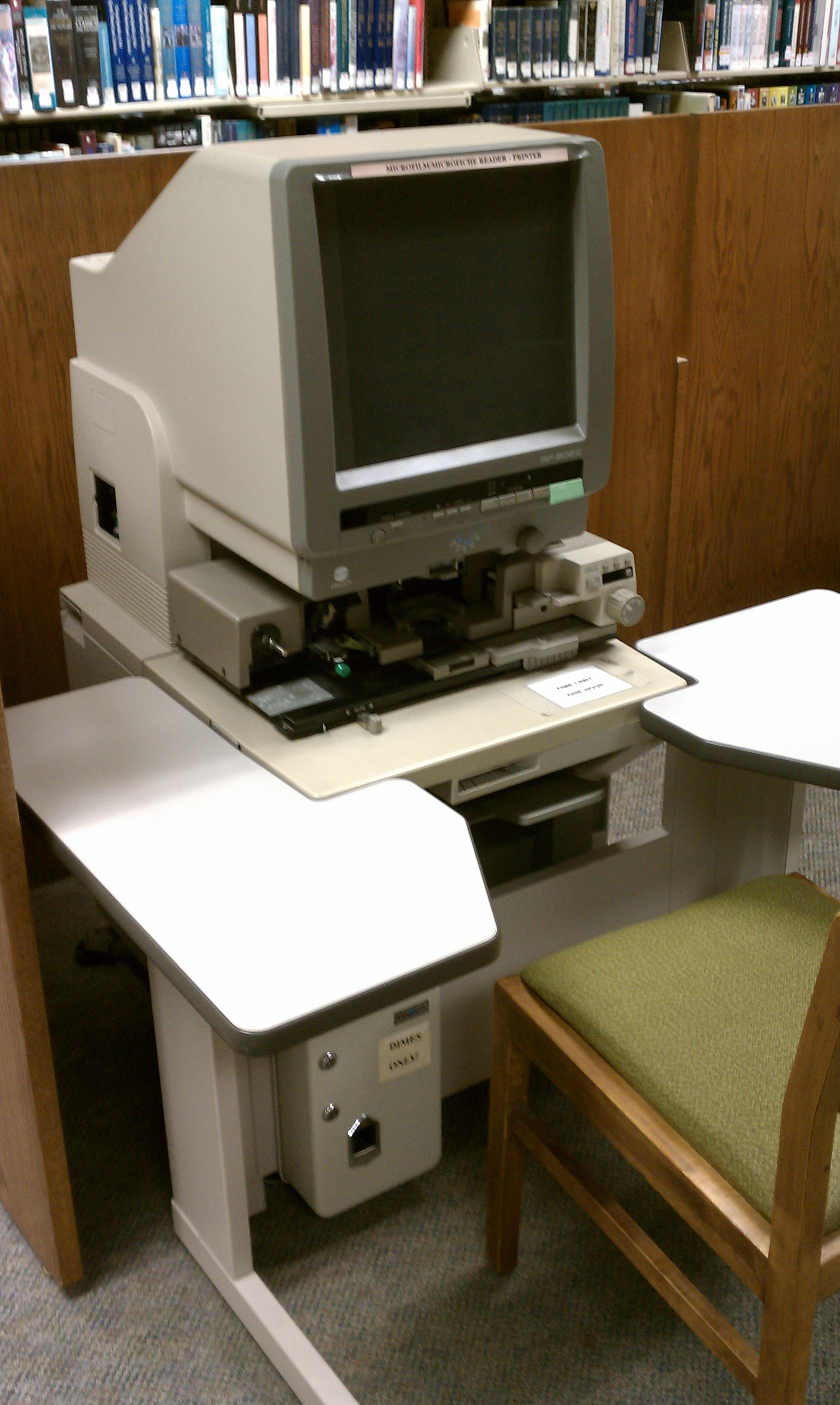
Зчитувач мікрофільмів у бібліотеці.
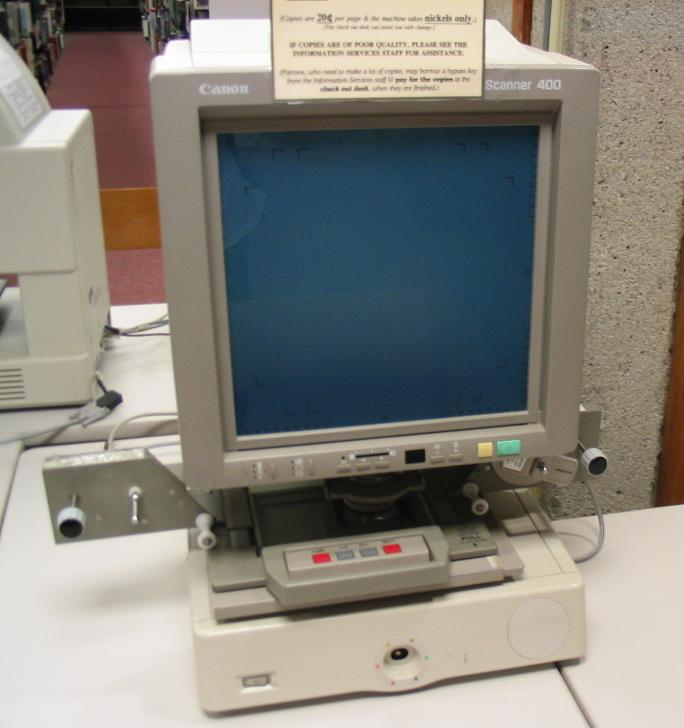
Ще один зчитувач.
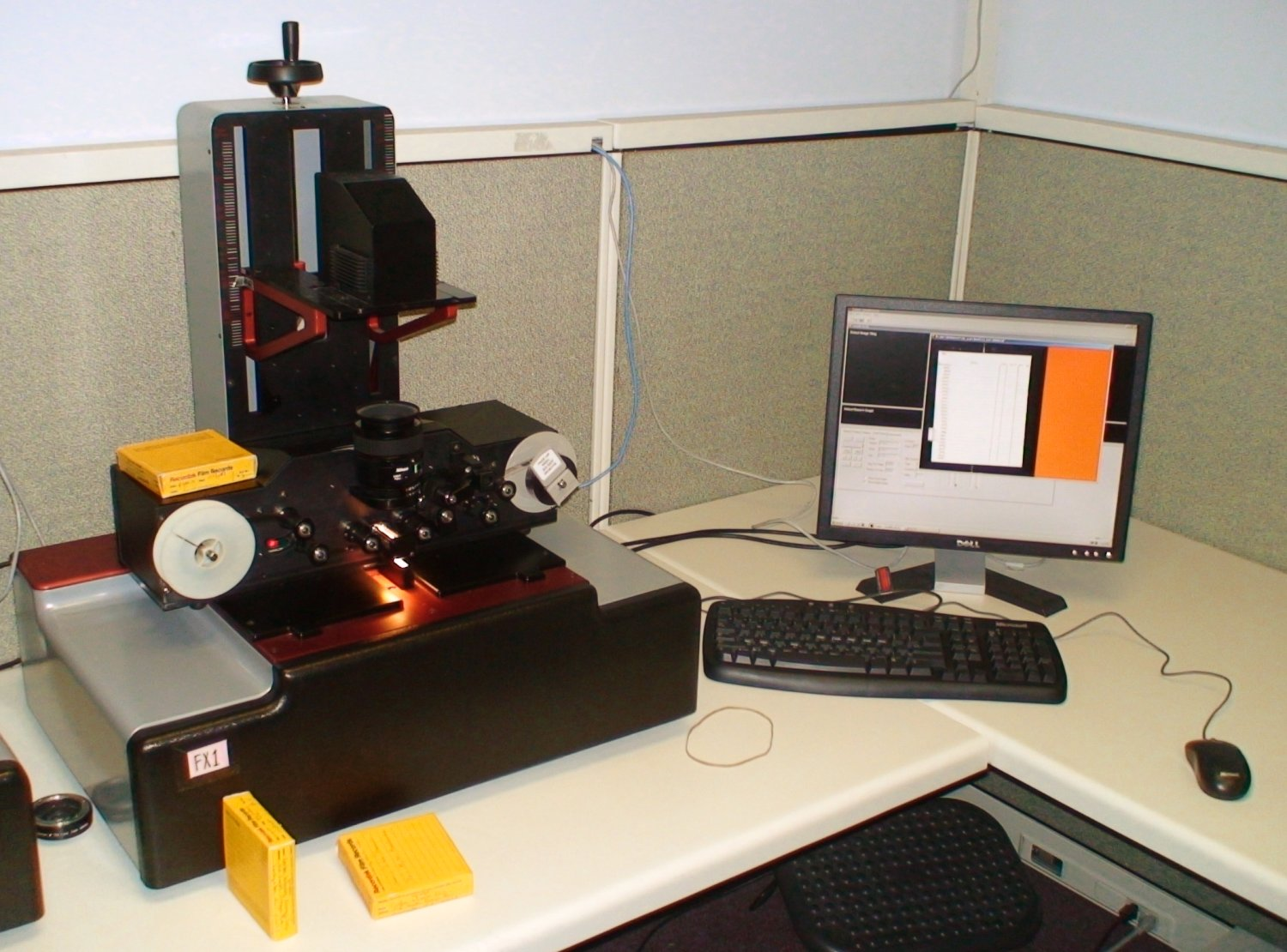
Цифровий зчитувач мікрофільмів.
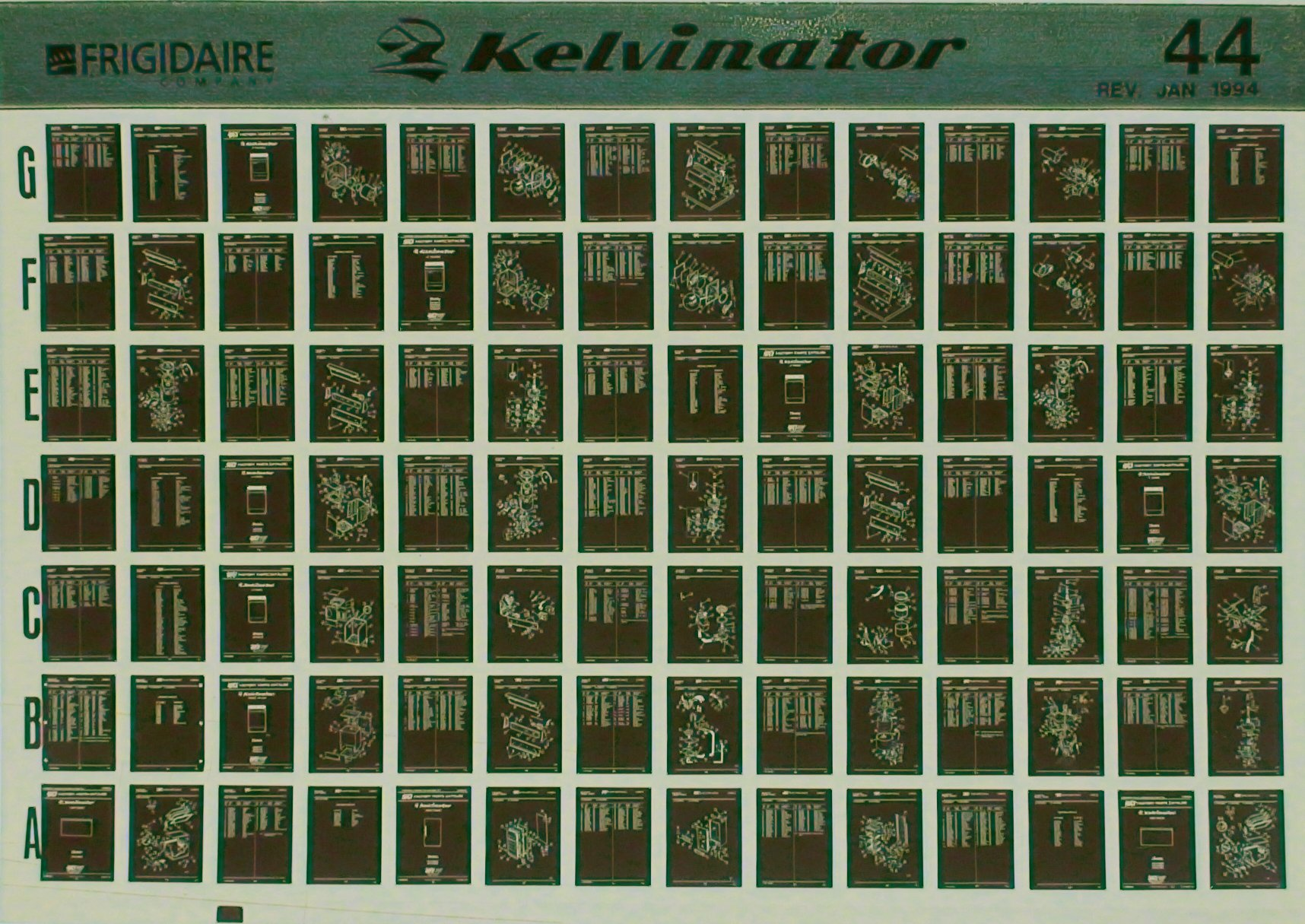
Мікрофіша.
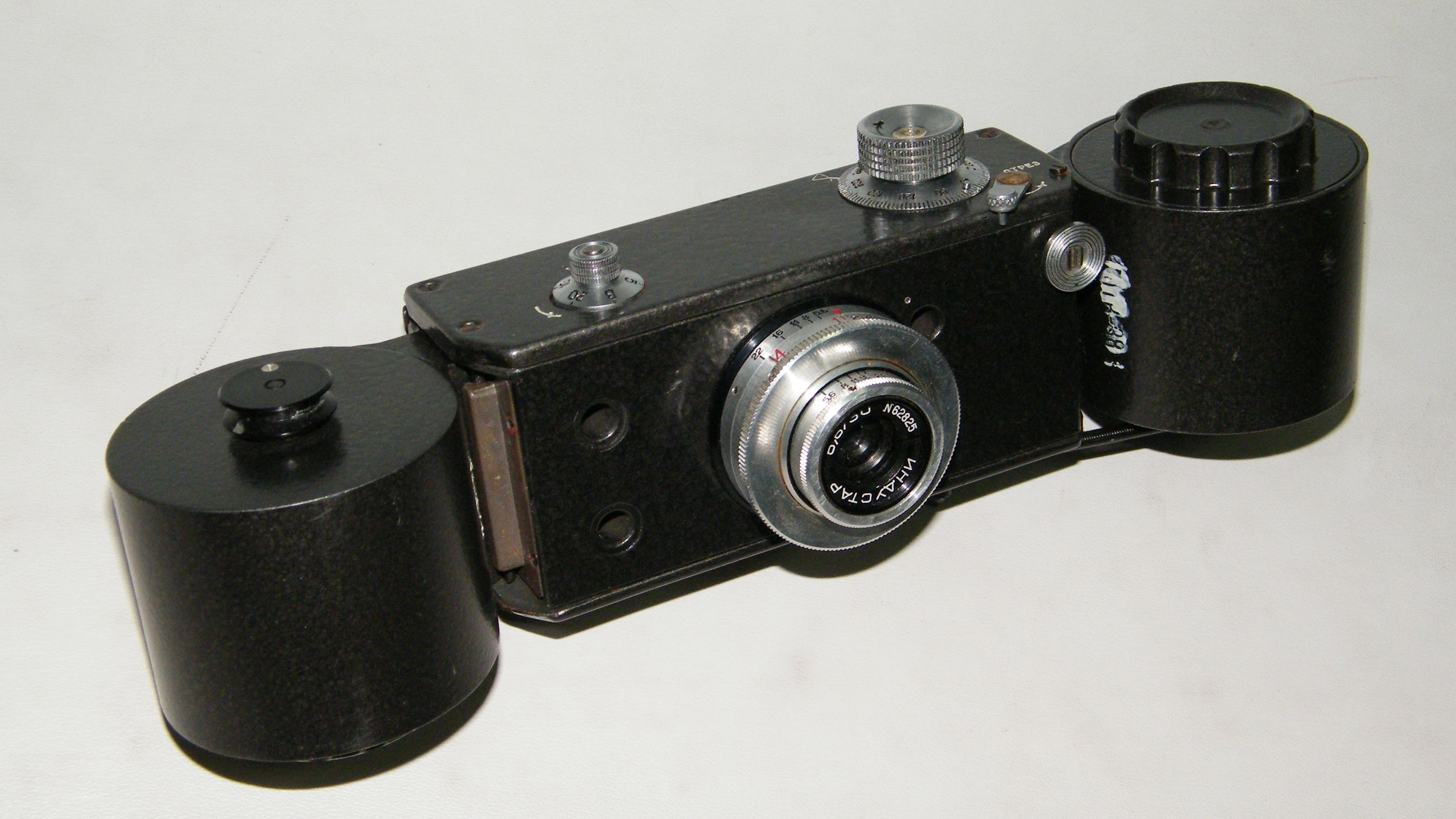
«Йолочка» — фотоапарат спеціальної конструкції для знімання мікрофільмів.